# 韦耶 (下莱茵省)
韦耶（法語：Weyer，发音：[vɛjəʁ] 或 [vajəʁ]）是法国下莱茵省的一个市镇，属于萨韦尔讷区和英维莱尔县（Ingwiller）。该市镇总面积11.58平方公里，2009年时的人口为599人。

## 人口
韦耶人口变化图示